# Campionato mondiale di hockey su ghiaccio maschile 2017
Il campionato mondiale di hockey su ghiaccio maschile 2017 (81ª edizione) si è svolto dal 5 al 21 maggio 2017 in due città: Colonia in Germania e Parigi in Francia.
Vi hanno partecipato sedici rappresentative nazionali. A trionfare è stata la nazionale svedese, che ha conquistato così il suo decimo titolo mondiale.

## Nazionali partecipanti
- Bielorussia
- Canada
- Rep. Ceca
- Danimarca
- Finlandia
- Francia
- Germania
- Italia
- Lettonia
- Norvegia
- Russia
- Slovacchia
- Svezia
- Svizzera
- Stati Uniti

## Podio
| Pos. | Squadra |
| ---- | ------- |
| 1°   | Svezia  |
| 2°   | Canada  |
| 3°   | Russia  |